# Аламеда-Принсипаль

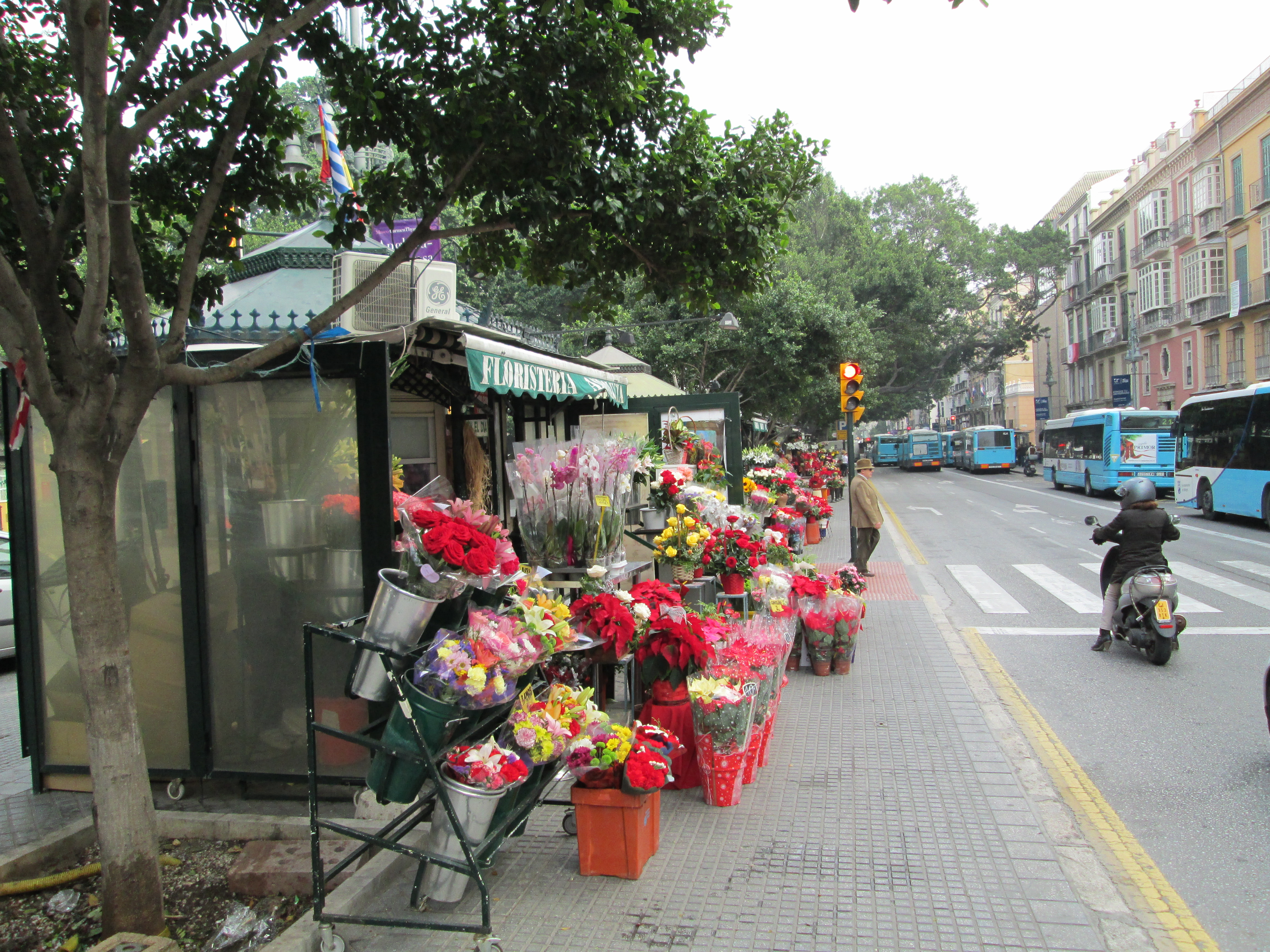
Аламеда Принсипаль

Аламе́да-Принсипа́ль (исп. Alameda Principal — «Главный проспект») — проспект в центре Малаги, одна из главных улиц столицы андалусской провинции.
Улица появилась на месте снесённого в XVIII веке средневекового оборонительного вала, вскоре была застроена домами, где поселилось местное дворянство и купечество, и к XIX веку превратилась в привилегированный район города.
В 1925 году улица получила название «проспект Альфонсо XIII», при франкистском режиме, когда были возведены наиболее запоминающиеся здания, носила имя «проспект Генералиссимуса». Сегодня Аламеда-Принсипаль выглядит оживлённым зелёным бульваром с многочисленными цветочными киосками. В настоящее время Аламеда-Принсипаль является крупным пересадочным пунктом общественного транспорта Малаги: здесь находятся конечные остановки многих автобусных линий, а также конечная станция пригородной электрички Cercanías. На Аламеда-Принсипаль проходят праздничные религиозные шествия, например, в Страстную неделю, и кавалькада волхвов 5 января.